# Shinca
シンカ・ホールディングス株式会社（Shinca Holdings、通称：Shinca、Shinca Group、シンカ・グループ）は、2014年に小山田真とニア・ライトが設立したアメリカ合衆国の持株会社。本社は、カリフォルニア州バーバンク。通称：Shinca。
主要事業は、メディア・エンターテイメント事業や国際コンサルティング事業をグローバル展開。

## 沿革
- 2005年 - ロサンゼルスに、「シンカ・プロダクションズ」（Shinca Production）設立[1]。
- 2008年 - ロサンゼルスに、株式会社シンカ・コーポレーション（Shinca Production）設立。
- 2014年 - ロサンゼルスに、シンカ・ホールディングス株式会社を設立。
  - 同年 - 「シンカ・コーポレーション」から「シンカ・エンターテインメント」（Shinca Entertainment）に社名変更し、シンカ・ホールディングスの子会社。
  - 同年 - 「シンカ・プロダクションズ」から「シンカ・エンタープライズ」（Shinca Enterprise）に社名変更、シンカ・ホールディングスの子会社。
- 2019年 - 「シンカ・エンタープライズ」から「シンカ・インターナショナル」に社名変更。
- 2020年 - 東京に、「エヌライト・ジャパン株式会社」を共同設立。
- 2022年 - テキサス州サン・アントニオに、「カリテキサ」（CaliTexa Alliance) を共同設立。
- 2023年 - 東京に、「シーサー・エンターテイメント」(Shisar Entertainment)を共同設立。
- 2024年 - 「シンカ・エンターテインメント」から「シノビ・ピクチャーズ」(Shinobi Pictures)と「ライゼン・スタジオ」(Laizen Studios)に分社化。
  - 同年 - 「シンカ・インターナショナル」から「グロージオン・コンサルティング・グループ」（Glogion Consulting Group） へ社名を変更。
  - 同年 - UAEに、「アラビメ」(Arabime)社を共同設立。
  - 同年 - 南米コロンビアに、「ムイ・ラティーナ」(Muy Latina)社を設立。

## 子会社・関連会社

### メディア及びエンターテイメント関連
アメリカ
- シノビ・ピクチャーズ（Shinobi Pictures）（100%）- ロサンゼルスに拠点を置く制作プロダクション及び配給会社。
- ライゼン・スタジオ（Laizen Studios）（100%）- ロサンゼルスに拠点を置くマルチメディア会社。ゲーム、アメリカン・コミックス、漫画等の企画・制作。
- エヌライト・メディア（N LITE Media）（3%）- デラウェア州に本社を置くマルチメディア会社。主にアフロに関連したアニメの企画・制作。

日本
- シーサー・エンターテイメント（Shisar Entertainment）（50%）- 日本のTV番組制作会社。主に、在日外国人や海外向けのTV番組の企画・制作。
- エヌライト・ジャパン（N LITE Japan)（30%）- 日本のアニメ制作会社。米国エヌライト・メディア社の子会社。

中東地域
- アラビメ (Arabime Studio) （50%）- UAEに拠点を置くアニメ会社。中東地域においてアニメの映画・シリーズ及び漫画の企画、制作、ライセンス業務。

中南米地域
- ムイ・ラティーナ (Muy Latina) （100%）- コロンビアに拠点を置くマルチメディア会社。中南米のスペイン語圏において、アニメや実写の映画・テレビ番組の企画・制作、ライセンス業務、マーケティング等。

### コンサルティング
アメリカ
- グロージオン・コンサルティング・グループ（Glogion Consulting Group） （100%）- ロサンゼルスに拠点を置く国際コンサルティング会社。
- カリテキサ・アライアンス（CaliTexa Alliance）（50%）- テキサス州サン・アントニオに拠点を置くビジネスコンサル会社

### 非営利団体
- 米国非営利公益法人「国際キフ機構 」(Koyamada International Foundation)
  - NPO法人「キフジャパン 」(KIF Japan)
  - 国際NGO「ガーディアン・ガールズ・インターナショナル」 (Guardian Girls International)
  - 国際NGO「スターエンジェル・インターナショナル」 (StarAngel International)
- NPO団体「日米姉妹都市協会」 (Japan-United States Sister City Association)